# Воплі Відоплясова
Воплі Відоплясова (також Vopli Vidopliassova, VV та ВВ) — український рок-гурт, створений у 1986 році. «Воплі Відоплясова» є засновниками українського рок-н-ролу та неостилю етно-рок (гурт здобув премію «Celebrity Awards 2020» в номінації «Кращий етно-рок гурт»). Гурт ВВ одними з перших виконували рок українською мовою за межами України.

## Історія

### Заснування
Засновниками гурту стали гітарист Юрій Здоренко і басист Олександр Піпа, які до цього з 1984 року грали хеві-метал в гурті «SOS». Переломним моментом для друзів-музикантів став 1986 рік, коли сталася зустріч Здоренка і Піпи з музикантом-шоуменом Олегом Скрипкою. Четвертим учасником «ВВ» став ударник Сергій Сахно.
Назву нового гурту запропонував Олександр Піпа, що у той час зачитувався Достоєвським: Відоплясов — одержимий літературною діяльністю лакей з «Села Степанчикова та його мешканців». Свої опуси, сповнені зойками душі, він називав «Воплями».
Музика гурту відчула помітний вплив рок-н-ролу, панку і різноманітних етно-стилів. Національного колориту додавало використання української мови.
Музичної освіти ніхто з «ВВ» не має. Скрипка прийшов в рок-н-рол з театру і з військового заводу, де після навчання в Київському політехнічному інституті працював інженером. Здоренко був водопровідником. Сахно вчився барабанної справи в ударника київського мюзик-холу. А Піпу вигнали з музичної школи ще в молодших класах. «Я жодного разу не зустрічав басиста, який грав би гірше за мене», — чесно признається Олександр.
У 1987 році «ВВ» дебютували на фестивалі Київського рок-клубу, відразу взявши приз «Гурт року». «Піснею року» став їх «Плач Ярославни». У першій концертній програмі колективу звучали пісні «Товариш майор», «Розмова з Махатмою», «Були деньки» і «Танці». Саме «Танці» стали неофіційним гімном гурту. Цей твір перетнув кордони республіки і познайомив решту міст Радянського Союзу з багатообіцяючими дебютантами з Києва. У 1988 році «Воплі» разом із земляками з «Колезького асесора» і «Рабботи Хо» організували так звану «Рок-артіль» і почали гастролювати по країні. Відбулися концерти на вільнюському «Рок-форумі-88» (диплом фестивалю), дебют в московському БК ім. Горбунова, зйомки у французькому фільмі «Рок довкола Кремля», де «ВВ» символізували національну українську рок-музику, виступи на фестивалях «Київ — Варшава», «Рок-сирок». Скрізь концерти проходили з незмінним успіхом, а в Україні «ВВ» стали практично національними героями.

### Європа
У 1990 році «ВВ» провели гастролі по європейських країнах, де їхня слов'янська екзотика припала до смаку. Особливо шоу у виконанні Олега Скрипки полюбилося французам, які в березні 1990-го запропонували гурту контракт на випуск декількох компакт-дисків. Запис одного з французьких концертів в 1991 році вийшов на диску «Або-або», який став дебютним вініловим релізом нової незалежної фірми «Буротіна Продакшн» і першою довгограючою платівкою «ВВ».
У 1991 році двоє з «ВВ» — Скрипка і Піпа — переїжджають до Парижа. Творче відрядження затягнулося на п'ять років. Скрипка знаходить постійну роботу художнього керівника дівочого хору в паризькому театрі Філіппа де Куплє. «ВВ» стали інтернаціональним квартетом, коли в склад влилися гітарист Філіпп Можа і барабанщик Стефан Муфліє. У такому вигляді команда інколи виступала в клубах Парижа і пару разів навіть була з концертами в колишньому Радянському Союзі. «Французький період» продовжувався до 1996 року. «Напевно, тепер вже ні за що у світі не став би жити в Парижі. Складне місто для життя», — говорив Скрипка через декілька років після повернення.

### Повернення
Після повернення до Києва, гурт відправив додому французів, поповнивши склад Сергієм Сахном і новим гітаристом Євгеном Рогачевським. Колишній лідер гурту «Раббота Хо» Сергій Попович був узятий на посаду саунд-продюсера.
У 1997 році був підписаний довгостроковий контракт з компанією Gala Records, що видала альбом «Музіка» з новими суперхітами «Весна» і «Юра».
У 1998 році побачив світ диск «Країна мрій», значну частину якого склали композиції початку 90-х років. Подібній практиці «ВВ» вірні досі: у нові альбоми неодмінно входять декілька архівних записів.
Наступна пластинка «Хвилі Амура» вийшла на початку 2000 року. Разом зі свіжими хітами «Любов» і «Були на селі» сюди увійшли і декілька дуже старих пісень, наприклад, «Розмова з Махатмою», але особливо «ВВ» порадували новою композицією «День народження» — успіху пісні дуже посприяв вдалий відеокліп з сюжетом у дусі індійських кінофільмів. Хлопці мали гарний вигляд в образах гарячих індійських парубків.
У 2000 році «Воплі Відоплясова» побували на гастролях в Ізраїлі і США, а також виступили перед американським президентом Біллом Клінтоном під час його офіційного візиту в Україну.
У 2004 році гурт взяв участь в Помаранчевій революції.
У 2006 році виходить студійний альбом «ВВ» під назвою «Були деньки», присвячений 20-річчю гурту. У січні 2007 року колектив покидає Олександр Піпа. У ювілейний тур по містах України з гуртом вирушає новий басист Олексій Мельченко.
У 2008 році гурт записує рок-версію Державного гімну України, а також випускає подвійний концертний альбом, що відтворює виступ колективу на фестивалі «Рок Січ».
Напередодні нового 2009 року виходить сингл з новим потенційним хітом — піснею «Ладо».
У 2009 році гурт брав участь у нацвіборі на «Євробачення», проте знявся з конкурсу напередодні півфіналу (рос.) через незацікавленість потенційних спосорів.

### 2013
«ВВ» стають учасниками першого російського «випуску» популярного міжнародного фестивалю світової музики World of Music, Art and Dance (WOMAD) Russia, який пройшов у Кисловодську з 20 по 22 вересня 2013.
З 20 жовтня цього ж року гурт «Воплі Відоплясова» вирушає в тур містами України, в підтримку свого нового 10-го ювілейного альбому, що називається «Чудовий Світ». Ексклюзивна концертна презентація диску відбулася 28 листопада у Львові на майданчику Національного академічного українського драматичного театру ім. М. Заньковецької.

### 2014
У серпні 2014-го концерти «ВВ» в Москві та Кубані скасували без офіційного занесення музикантів до будь-якого «чорного списку»: «Ми вже в цьому списку і до Росії їздити не можемо. У нас були заплановані два концерти — на Кубані і в Москві. Їх скасували, тому що ми українці»

### 2015—2017
«Ми починали з панк-року, потім грали етно-рок, зараз експериментуємо з електронним та оркестровим звучанням — це пошук ідеальної музичної форми, — говорить Олег Скрипка. — Якщо ти не змінюєшся, не розвиваєшся — то зупиняєшся. Потреба кожного артиста — оновлюватися, рости професійно. Навіть відомі пісні, котрі ми граємо багато років, завжди намагаємося виконувати по-новому, шукати інші варіанти подачі, аби пісня звучала яскраво», — говорить Скрипка.
В останні два роки ВВ багато гастролюють світом та Україною. Були на гастролях у США, Канаді, країнах Балтії, Данії, Німеччині та інших країнах.
У 2016 році ВВ відсвяткували тридцятирічний ювілей творчої діяльності та 10 березня зіграли великий ювілейний концерт у Палаці спорту. Він став початком всесвітнього ювілейного туру «ВВ XXX». Музиканти зіграли концерти в Америці, Канаді, Англії, Латвії, Франції, Греції та Білорусі.
Олег Скрипка багато разів виступав перед українськими бійцями на передовій, зокрема у Дебальцевому, у прифронтових містах та селах, у госпіталях. Влітку 2016-го «Воплі Відоплясова» здійснили «Фронтовий тур ВВ», виступивши перед бійцями на передовій у Мар'їнці, Костянтинівці та Селідово.
В травні 2017 гурт залишив басист Олексій Мельченко. На його місце прийшов молодий басист з групи Animals session Микола Усатий.
Сьогодні «Воплі Відоплясова» — один з найпопулярніших у світі українських рок-колективів, що дає до 200 концертів на рік і, за словами відомого російського журналіста Артемія Троїцького, є «еталоном „живо-концертного“ східнослов'янського рок-бенда, і еталоном досі неперевершеним».

### 2018—2019
На початку 2019 року гурт презентував свій новий сингл «Лазня».

## Склад

### Теперішні учасники
- Олег Скрипка — вокал, баян, гітара, саксофон, труба, програмування, клавішні
- Сергій Сахно — барабани, перкусія, бек-вокал
- Євген Рогачевський — гітара, бек-вокал
- Микола Усатий — бас-гітара

### Колишні учасники
- Юрій Здоренко (в гурті з 1986 по 1991) — гітара, вокал
- Філіпп Можа (в гурті з 1991 по 1995) — гітара, бек-вокал
- Жерар Кристоф (в гурті 1996) — гітара, бек-вокал
- Стефан Муфліє (в гурті  1991 по 1996) — барабани, перкусія, бек-вокал
- Олександр Піпа (в гурті з 1986 по 2007) — бас-гітара, бек-вокал
- Олексій Мельченко (в гурті з 2007 по 2017) — бас-гітара

## Дискографія

### Студійні альбоми
- Країна мрій (1994)
- Музіка (1997)
- Хвилі Амура (2000)
- Файно (2002)
- Були деньки (2006)
- Чудовий світ (2013)

### Концертні альбоми
- Або або (1991)
- Закустика (1993)
- В.В. на сцені фестивалю РОК-СІЧ (2008)

### Збірки реміксів
- День нароDJення (2001)

### Сингли
- Музіка (single) (1996)
- Любов (1998)
- Мамай (2001)
- Гімн-Славень України (2008)
- Ладо (2009)
- Чіо Чіо Сан (2009)
- Відпустка (2010)

### DVD
- Відеоколекція (DVD) (2007)
- Відеоколекція (collector's edition, 2DVD) (2008)

### Неофіційні альбоми
- Хай живе ВВ (1987)
- Перший концерт в Москві (1988)
- Зв'язок (1989)
- Танці (1989)
- Hey, O.K.! (Гей, любо!) (1991)

## Відеокліпи
У відеокліпах ВВ простежується любов до українського автопрому. Так в кліпі на пісню Музіка можна побачити автомобіль ЗАЗ-1105 Дана  [Архівовано 4 листопада 2014 у Wayback Machine.], а в кліпі на пісню Полонина окрім автомобіля ЛуАЗ-1302 Волинь ще й трактор ХТЗ Т-150 і танк Т-64Б  [Архівовано 1 березня 2020 у Wayback Machine.]. У одному з останніх кліпів на пісню Відпустка присутні два кабріолети на базі автомобілів ЗАЗ-965 та ЗАЗ-968  [Архівовано 5 квітня 2016 у Wayback Machine.].
| Рік  | Назва                                        | Режисер(и)                          |
| ---- | -------------------------------------------- | ----------------------------------- |
| 1989 | «Танці»                                      |                                     |
| 1993 | «Bartek» (feat. Les VRP)                     |                                     |
| 1996 | «Музіка»                                     |                                     |
| 1996 | «Весна»                                      | Олександр Солоха                    |
| 1997 | «Горіла сосна»                               | Євген Митрофанов                    |
| 1997 | «Юра»                                        |                                     |
| 1998 | «Любов»                                      |                                     |
| 1999 | «День народження»                            | Ольга Столповська, Дмитро Троїцький |
| 1999 | «Були на селі»                               |                                     |
| 2000 | «Таємні сфери»                               |                                     |
| 2000 | «Не думай»                                   |                                     |
| 2001 | «День нароDJення (remix)»                    |                                     |
| 2002 | «Світ»                                       | Михайло Шелепов, Олег Лебідь        |
| 2003 | «Полонина»                                   | Михайло Шелепов                     |
| 2003 | «Сонячні дні»                                | Андрій Лебедєв                      |
| 2003 | «Зоряна осінь»                               | Уляна Шишкіна                       |
| 2006 | «Пісенька»                                   |                                     |
| 2006 | «Колискова»                                  | Олег Цуріков                        |
| 2006 | «Катерина»                                   | Роман Бондарчук, Олег Скрипка       |
| 2006 | «Пісня»                                      |                                     |
| 2009 | «Ладо»                                       | Олег Скрипка, Віктор Скуратовський  |
| 2009 | «Чіо Чіо Сан»                                |                                     |
| 2010 | «Відпустка»                                  |                                     |
| 2012 | «Щедрик»                                     |                                     |
| 2012 | «Танцi» (feat. Noize MC, 1Shot)              | Дмитро Manifest                     |
| 2013 | «Чудовий світ»                               |                                     |
| 2015 | «Талалай»                                    | Володимир Якименко                  |
| 2015 | «Січові стрільці»                            | Олександр Брова, Віктор Клименко    |
| 2016 | «Мана»                                       | Радіслав Лукін                      |
| 2017 | «Несе Галя»                                  | Ана Бастон                          |
| 2017 | «Марш Нової Армії»                           |                                     |
| 2017 | «Країна Мрій»                                | Студія «Червоний собака»            |
| 2018 | «Дібрівонька»                                | Павел Кільдау                       |
| 2018 | «Кобіта»                                     | Олена Вінярська                     |
| 2019 | «А-я-я-й»                                    | Дмитро Manifest, Дмитро Шмурак      |
| 2020 | «Купалочка» (feat. Ніна Матвієнко та Божичі) | Зінаїда Кубар                       |
| 2021 | «Лазня»                                      |                                     |
| 2021 | «Ми ростем» (feat. Ustym)                    | Наталя Скрипка                      |
| 2021 | «Хвиля»                                      | Артем Самбура                       |
| 2021 | «Новий Рік»                                  | Аліна Діанова                       |

## Нагороди
| Рік  | Премія                  | Номінація            | Результат | Примітка | Дж.    |
| ---- | ----------------------- | -------------------- | --------- | -------- | ------ |
| 1998 | Золота жар-птиця (1998) | Найкращий рок-гурт   | Перемога  |          | [ 12 ] |
| 2012 | Премія YUNA (2012)      | Найкращий альбом     | Перемога  |          | [ 13 ] |
| 2012 | Премія YUNA (2012)      | Найкращий гурт       | Номінація |          | [ 13 ] |
| 2012 | Премія YUNA (2012)      | Найкраща пісня       | Перемога  | «Весна»  | [ 13 ] |
| 2012 | Премія YUNA (2012)      | Найкращий відеокліп  | Перемога  | «Весна»  | [ 13 ] |
| 2020 | Celebrity Awards 2020   | Кращий етно-рок гурт | Перемога  |          | [ 1 ]  |